# 王必勝
王 必勝（おう ひっしょう、1968年〈民国57年〉 - ）は台湾台北市出身の内科医、医学者、教育者。主に呼吸器学、集中医療医学を専門とし、国立病院に相当する各地の衛生福利部部立医院を統括する附属医療及社会福利機構管理会（医福会）執行長のほか、公立医院協会理事長などを歴任。
新型コロナ（Covid-19）が世界的に流行した2020年より中央流行疫情指揮中心（CECC）で医療インフラや検疫所、隔離場所を統括する医療応変組の副組長に就任し、国内各地での大規模クラスター事案では、前進指揮所の指揮官として拡大阻止に尽力している。CECCでの記者会見で連日出席し「防疫五月天（メイデイ）」と称される陳時中（衛生福利部部長）や荘人祥、張上淳、羅一鈞らに比べると露出が少ないが、台湾における防疫政策の隠れた立役者。

## 経歴
台北市立建国高級中学在学中の17歳時に母親が肺癌と診断され、肺癌の権威だった彭瑞鵬による治療を受けるも死別したことを機に医師の道を目指すことになり、亡母と同様の患者を救うべく胸腔科（呼吸器科）の訓練を受けるようになった。
1987年に卒業後、台北医学院（現・台北医学大学）医学系（医学部）に進学。彭による「呼吸器」課程の指導を受け、1995年に卒業。
兵役後、台北栄民総医院（北栄）に所属。胸腔部主任だった恩師・彭に従事しつつ正式な就職を考慮していたものの、主治医師の欠員がなく他の医療機関の面接を受けていたが、離職前に国内でSARS（重症急性呼吸器症候群）が蔓延した。
2003年、国内でのSARS流行の拡大により台北市立関渡医院で院内感染と通報遅延が発生し、人事刷新に伴い恩師の彭がその院長に抜擢された。彭の指示により王も関渡医院の医療行政管理に従事した。この間王はコミュニケーション能力を発揮し、院内感染は収束に向かった。
SARS防疫の経験により、王は自身の医療行政の能力や協調性を自覚し、医療管理分野の行政事務職に進路を定めた。2007年、国立陽明大学医務管理学で碩士（修士）課程修了。2010年夏は日本の東京医科大学で気管支鏡インターベンションや肺癌診断・治療などを学ぶ。
台北栄民総医院では胸腔部（呼吸器科）主治医師（2003 - 2017年)、国際医療中心主任、医療品質管理中心主任（2012年 - 2014年）、医療事務室主任、医務企管部副主任（2016年9月 - ）、北栄以外でも台北県立医院胸腔内科・加護病房（集中治療室）主任、台北市立聯合医院和平院区で加護病房主任、衛生福利部金門医院院長（2014 - 2016年）などを歴任し、単一の疾病に対する医療行為から医療機関全体指揮へとシフトしていく。
2018年、全国26ヶ所の部立医院と17,000人の医療人員を統括する医福会で副執行長から執行長に昇格。金門県での離島医療の経験から、高雄長庚医院と部立台東医院による台東県での遠隔医療を導入した。

### 業界団体
中華民国医師公会全国聯合会で秘書長（2016 - 2019年）の任期中には、台湾医師界の代表として「中華台北（チャイニーズ・タイペイ）」名義での参加を迫る中国に抵抗し、世界保健総会（WHA）への正式参加を模索している。その後、中華民国公立医院協会理事長（2021年 - ）に就任。

### 教育者として
教育部指定講師でもあり、国立台北護理健康大学で講師を務めるなど（2015年 - ）、後身育成の役割も担っている。

## 新型コロナへの対応

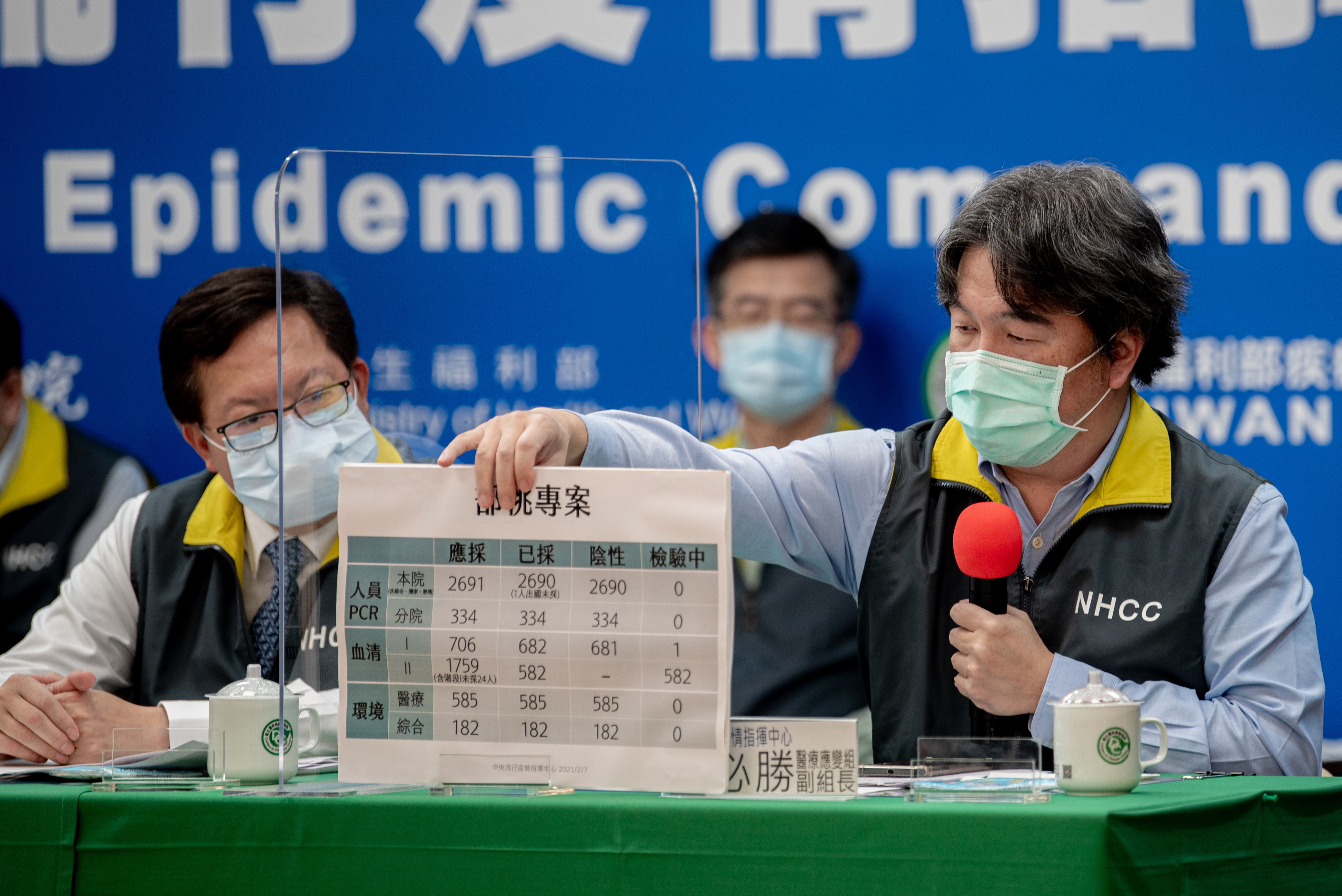
CECCの記者会見（2021年2月7日）

2020年、Covid-19の流行拡大に伴い隔離検疫など水際対策に従事。包含武漢包機歸國、中央流行疫情指揮中心（CECC）で医療応変組組長に就任し、武漢からのチャーター便帰還では12人の医療人員とともに直接現地入りしたほか、クルーズ客船スーパースター・アクエリアスの寄港でも現場で陣頭指揮を担当した。武漢天河空港からの同胞帰還作戦では、全身防護服かつ一度も飲食や排泄もできない過酷な状況下での帰還を果たしている。
指揮中心には伝染病防治法に基づき市民の行動制限を伴う強力な指揮権限を与えられているが、王自身は自身の医療改革の任務の1つとするほど医療におけるサービス（服務）品質を重視し、王はコロナ禍で増設された集中検疫所でも隔離対象者を安心させるために満足度調査を元に標準作業手順書（SOP）を随時修正している。
医福会の執行長という職務は本来は現場で直接指揮を執る必要のない最高責任者であるにもかかわらず、第一線で感染者の選別やスクリーニング、検査業務に携わっているが、本人は「部立医院は衛生福利部の傘下であり、部長（保健相）が人材の動員を管理し、自分はその歩兵にすぎない。」という解釈を示し、「同志である従事者が心配なら最前線にも行く必要があるし、（あなた方）記者よりも早く現場にいれば彼らを不安にさせることもない」としている 。
所属する北栄総医院にある1億NT$超の検体自動処理機器や全国26ヶ所の部立医院、48ヶ所の集中検疫所をフル活用した。台北都市圏を中心に市中感染が拡大すると、集中検疫所が市内に全くなかった新北市や1ヶ所のみだった台北市の陽性者を中南部に所在する中央政府管轄の集中検疫所で引き受けた。
2021年8月、職域内感染が多発した台湾電力の本社ビル（台電大楼）を視察、2021年9月、エバー航空乗務員による家庭内感染を起因とする市中感染事案では乗務員の子息が通う学校で1日2,656人のPCR検査を実施（翌日全員が陰性と判明もデルタ株のため14日間休校）。

### 前進指揮所
大規模クラスターが発生するたびに衛生福利部を代表して第一線に派遣され、前進指揮所を開設、指揮官を務めた。王は「前進指揮所の設立は即ち時間との闘いであり、最短時間で感染源に辿り着き感染拡大を遮断しなければならない。そのために現場で第一に為すことは『各当事者の意見を聞くこと』と『コミュニケーション』が任務達成のカギとなる。」と語っている。
- 桃園医院（桃園市）

2021年1月、部立桃園医院（部桃）院内感染事案では再拡大の見込みは低いとして、予定していた台南の集中検疫所を視察のために台湾高速鉄道に乗車していたが、直後に部桃勤務の主治医師が新規感染者となった事例の報告を受け、同行していた陳時中にキャンセルを打診し、二人は視察を取りやめ翌日に前進指揮所設置が決定された。CECC設立以来初となる「前進指揮所」が院内に設置されると、その指揮官として対応。封鎖することなく3週間で陽性者ゼロと業務全面再開を達成した。
- 新竹科学園区（中国語版）竹南園区（苗栗県）

苗栗県竹南の京元電子を中心とするクラスター事案では大雑把なトリアージにより接触者を分類し、濃厚接触者には集中検疫所で1人1室ずつ、軽度接触者には1ヶ所で集団の検体採取を行い検査を効率化、京元電子の自社検査では200人が一括隔離で検査を受けたため移民労働者から非難されたが、前進指揮所設立後は500人の検査対象者からはそういった声が出なかった。半日で約5,000人のPCR検査を終え、台北栄民総医院の検査機器を用いて2,500人分の検査結果を18時間で完了させるなど、世界的に需要が急増している半導体製造の操業停止を最小限にすべく奔走し18日間で収束させた。
- 屏東県枋山郷

初の国内市中感染例となるデルタ株クラスター事案では本来自宅隔離予定だった600人以上を南部の集中検疫所に隔離し、約2週間で収束させた。
- 環南市場（台北市）

1日最大2万人の出入りがある環南卸売市場では台北市政府との共同で「聯合前進指揮所」が設置された。7月3日に実施された市場関係者7,413人へのPCR検査では、台北栄民総医院のスタッフを引率し迅速な検体採取と隔離を行い、PCRの結果も最短2時間程度で判明させている。また無収入同然だった市場労働者が隔離用防疫旅館の費用負担（1泊2,500NT$、最大14日間）を軽減すべく中央政府直轄事案として国費での一括処理とした。

## 人物
高校時より吹奏楽部でサクソフォーンに興じるようになり、兵役中も国防部示範楽隊に配属されていた。夫人との間に二女。

### 評価
中国国民党の黄子哲は、自身が金門県選出立法委員の事務所に所属していた時期に面識があった金門医院院長時代の王を「謙虚な人物であり、県内の医療リソース強化に努力してきた。」と述べ、「環南卸売市場のクラスター制圧で王の貢献は無かった」と発言した台北市長の柯文哲を非難した。柯の発言には王の上官である陳時中も「不誠実だ」と反論している。
環南市場の従業員は「必勝客」（陳時中が宅配ピザのような迅速さで王を派遣したことと、ピザハットの中華圏での表記『必勝客』をかけた表現）と評した。ジャーナリストの周玉蔻も、台北市で零確診（新規感染者ゼロ）となった喜びをFacebookに投稿した副市長黄珊珊に対し、「指揮中心や『必勝客』に感謝すべき。」と指揮官だった王への賛意と台北市政府に対する批判を投稿した。その仕事ぶりにより、医療現場からも「拆弾（爆発物処理班）」と評されている。

### 栄典
- 金門県栄誉県民（2016年[23]）

## 主な著作・論文

### 論文
- 『醫院結核病個案管理系統之建構及應用[57]』（2007年）

### 寄稿
- 彭瑞鵬; 王必勝 (2001). “Chylothorax乳糜胸”. 臨床醫學 (臨床醫學月刊社) 47卷 (第1期). ISSN 0258-4697.
- 彭瑞鵬; 王必勝 (2002). “自發性食道破裂併發縱膈腔氣腫及膿胸”. 臨床醫學 (臨床醫學月刊社) 50卷 (第1期). ISSN 0258-4697.
- 彭瑞鵬; 王必勝 (2002). “Wegener氏肉芽腫”. 臨床醫學 (臨床醫學月刊社) 50卷 (第2期). ISSN 0258-4697.
- 彭瑞鵬; 王必勝; 陳育民 (2003). “『Radiation Recall Dermatitis Induced by Gemcitabine: A Case Report（放射治療復甦性皮膚炎：病例報告）』”. 胸腔醫學 (台灣胸腔病暨重症加護醫學會) 18卷 (2期):  頁141-144. ISSN 1023-9855.
- 劉敏; 謝依霖; 蔡俊明; 彭瑞鵬; 王必勝; 陳育民 (2007). “Effect of age on pulmonary metastases and immunotherapy in young and middle-aged mice”. Journal of the Chinese Medical Association (中華醫學會雜誌) 70卷 (第三期). ISSN 1726-4901.（doi:10.1016/S1726-4901(09)70338-7）
- 池田徳彦; 垣花昌俊; 王必勝 (2010). “『画像診断 気管支内視鏡検査と画像所見のABC 画像の読影 3)中枢性肺癌の内視鏡所見』”. 呼吸 (一般社団法人呼吸研究) 29巻 (第12号). ISSN 0286-9314.
- 『守護臺灣 國家醫院 風華再現』. 衛生福利部. (2016). ISBN 9789860493399
- 蘇秋霞; 羅一鈞; 石崇良; 李伯璋; 王必勝; 薛瑞元 (2020). “『臺灣COVID-19醫療照護體系整備與應變措施』”. 疫情報導 (衛生福利部疾病管制署) (第16期). ISSN 10213651.（doi:10.6524/EB.202008_36(16).0001）
- Pi-sheng Wang; Sheng-Dean Luo; Hsin-Ching Lin; Jui-Ting Huang; Chih-Hung Lee; Song-Yan Liu; Ming-Hsien Tsai; Chih-Chi Wang et al. (2021). “Eligibility for live, interactive otolaryngology telemedicine: 19-month experience before and during the COVID-19 pandemic in Taiwan.”. Biomedical Journal (Elsevier). ISSN 2319-4170.（doi:10.1016/j.bj.2021.07.012）

### 註釈
1. 1 2  Facebookより